# Heinz Wittig
Heinz Wittig (Halle, 3 marzo 1938 – Lipsia, 15 agosto 2012) è stato un pallanuotista tedesco orientale.
Ha fatto parte della Squadra Unificata Tedesca ai Giochi di Tokyo 1964.
Ha vinto 1 argento ai Campionati europei del 1966.